# بروس فولر
بروس فولر (بالإنجليزية: Bruce Lambourne Fowler)‏ هو موزع وموسيقي وملحن أمريكي، ولد في 10 يوليو 1947 في سولت ليك في الولايات المتحدة.

## وصلات خارجية
- بروس فولر على موقع IMDb (الإنجليزية)
- بروس فولر على موقع ميوزك برينز (الإنجليزية)
- بروس فولر على موقع أول ميوزيك (الإنجليزية)
- بروس فولر على موقع ديسكوغز (الإنجليزية)
- بروس فولر على موقع قاعدة بيانات الفيلم (الإنجليزية)